# Heinrich Bachmann (Schriftsteller)
Heinrich Bachmann (Pseudonym Fritz Immenhaus; geboren am 26. Juni 1900 in Hanau; gestorben am 25. März 1946 in Frankfurt am Main) war ein deutscher katholischer Schriftsteller, Dramatiker und Verfasser lebenskundlicher Schriften.
Bachmann war von 1924 bis 1937 Kulturschriftleiter der Germania, später Mitarbeiter anderer katholischer Zeitungen und Zeitschriften, insbesondere der Jugendzeitschrift Die Wacht, für die er unter dem Pseudonym Fritz Immenhaus Beiträge verfasste. Außerdem wirkte er im Rahmen der katholischen Jugendbewegung als Verfasser dramatischer Werke und Spiele. Das Spiel vom heiligen Hirten Wendelin von 1923, das Bachmann als eine Art Heimatspiel der Stadt St. Wendel gewidmet hat, entbehre dabei, so notierte ein Rezensent, obwohl an dichterischer Schönheit reich, der eigentlichen Volkstümlichkeit. 1932 erneuerte er Bidermanns barockes Mysterienspiel Cenodoxus.

## Ehrungen
- 1942 Adalbert-Stifter-Preis

## Werke
- Das Spiel vom heiligen Hirten Wendelin. Verlag des Bühnenvolksbundes, Frankfurt a. M. 1923.
- Media vita. Ein fromm Reigenspiel von einer Maid Tode. Verlag des Bühnenvolksbundes, Frankfurt a. M. 1924.
- Hora mea. Die Mysterien der Erlösung. Verlag des Bühnenvolksbundes, Frankfurt a. M. 1924.
- Hans Fürcht-dich-nit. Ein Spiel nach dem Volksmärchen „Von einem, der auszog das Gruseln zu lernen“. Sankt-Jürg-Gruppe, München 1924.
- Cenodoxus, der Doktor von Paris. Das Spiel vom Besonderen Gericht. Erneuert von Heinrich Bachmann. Bühnenvolksbundverlag, Berlin 1932.
- Über die Liebe. Briefe an einen Backfisch. Herder, Freiburg [1939].
- Dies Geheimnis ist groß. Briefe an eine junge Braut. Verbandsverlag weiblicher Vereine, Düsseldorf 1939.
- Ehe-Epistel. Ein friedliches Wort an die Männer im Feld. Herder, Freiburg 1940.
- Der ewige Ring. Ein Lesebuch für Braut- und Liebesleute.  Herder, Freiburg 1941.
- Die Rasselbande. Erzählung. Mit Zeichnungen von Annemarie Gramberg. Christophorus Verlag, München 1943.